# 하이안산맥

하이안산맥

하이안산맥(海岸山脈)은 타이완 동해안의 화롄현과 타이둥현의 경계에 놓여있는 산맥이다. 타이완의 5대 산맥의 하나로, 길이는 약 150km, 폭은 10km이다. 하이안산맥의 최고봉은 해발 1,682m의 신강산(新港山)이다.
산맥 서쪽의 화둥쭝구(花東縱谷)는 두 개의 지각판이 충돌하는 곳이다. 산맥 주변에는 몇 개의 소분지가 있고 그 중 가장 큰 것이 타이위안 분지(泰源盆地)이다.

## 사진

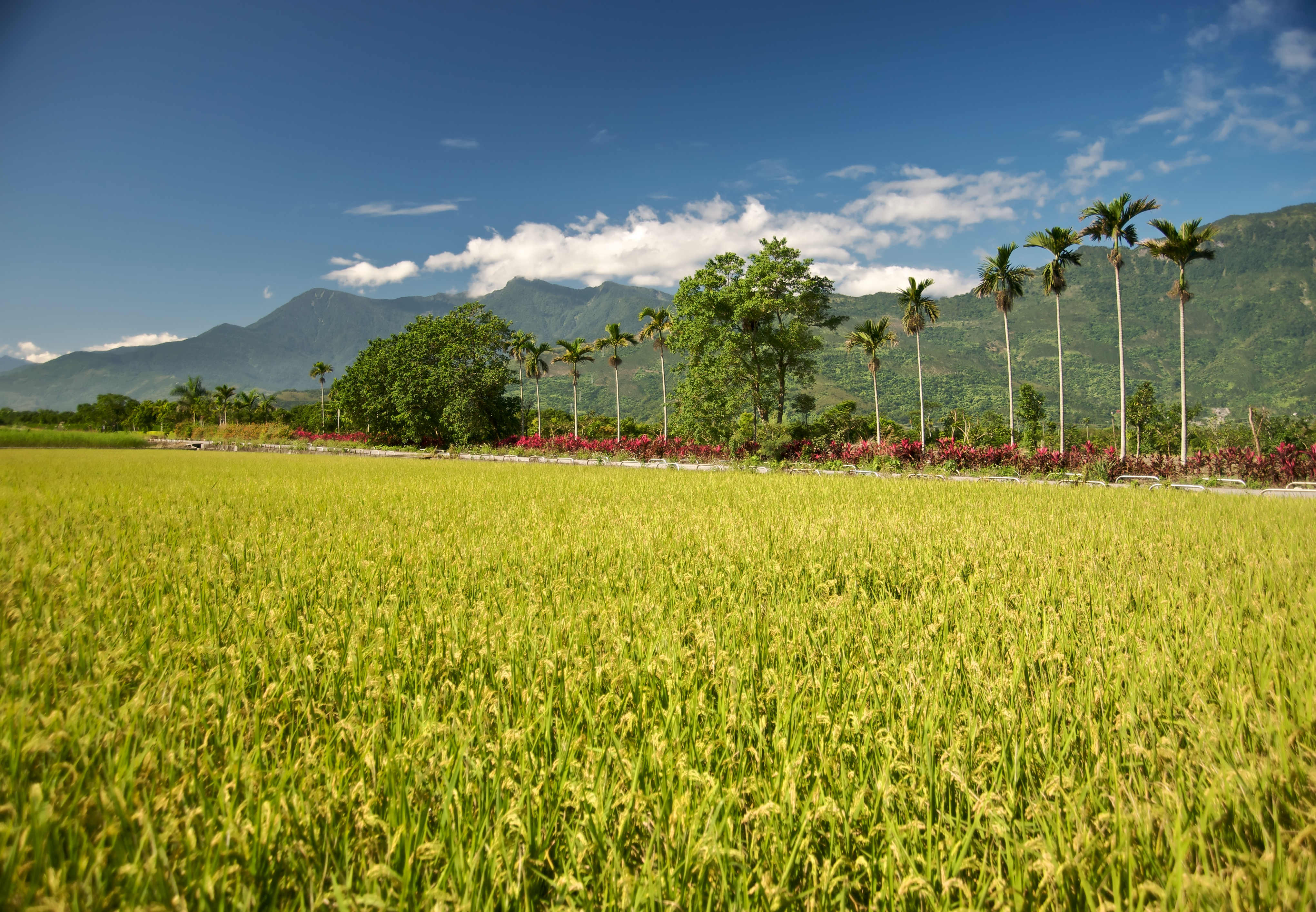
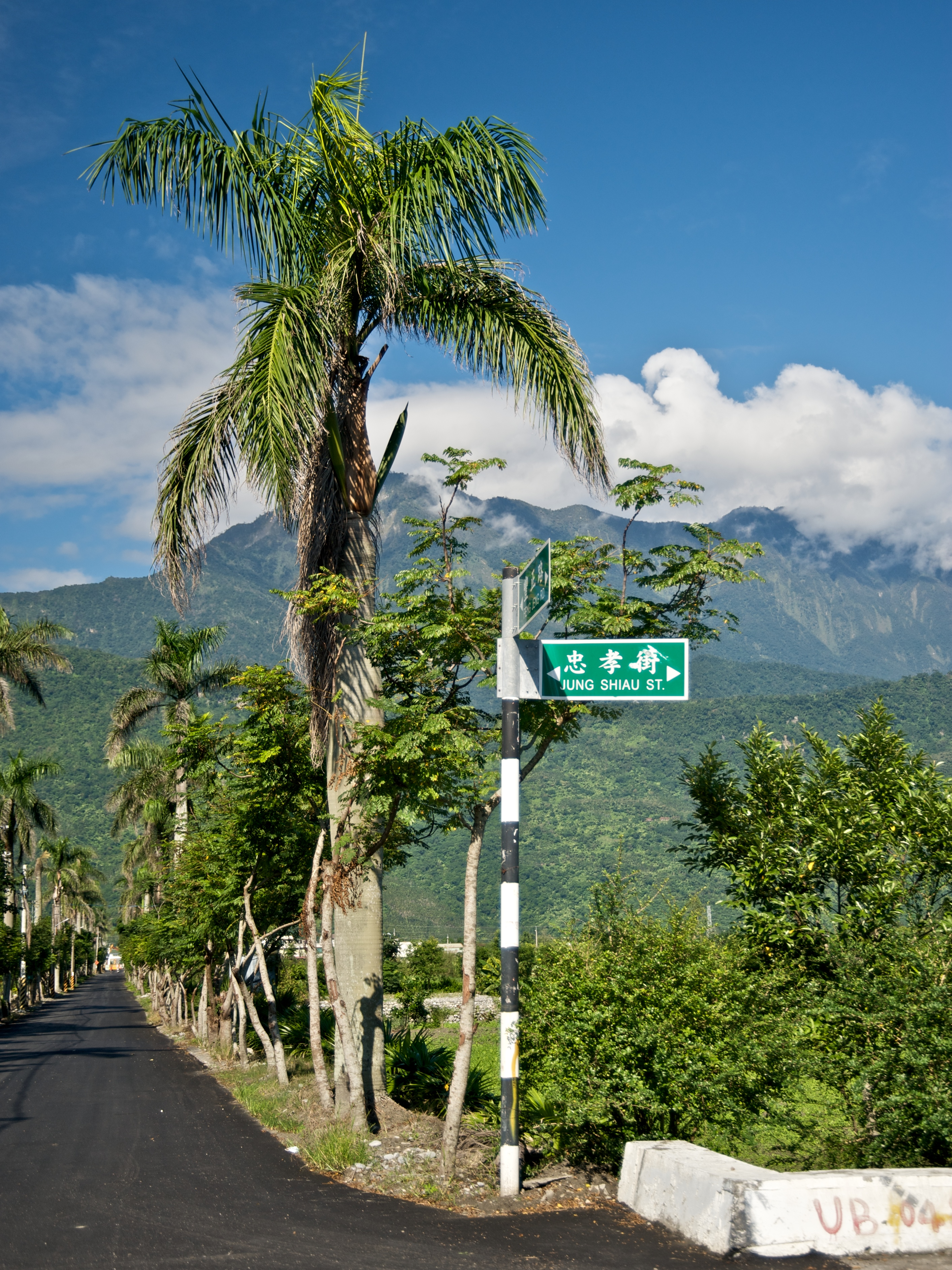
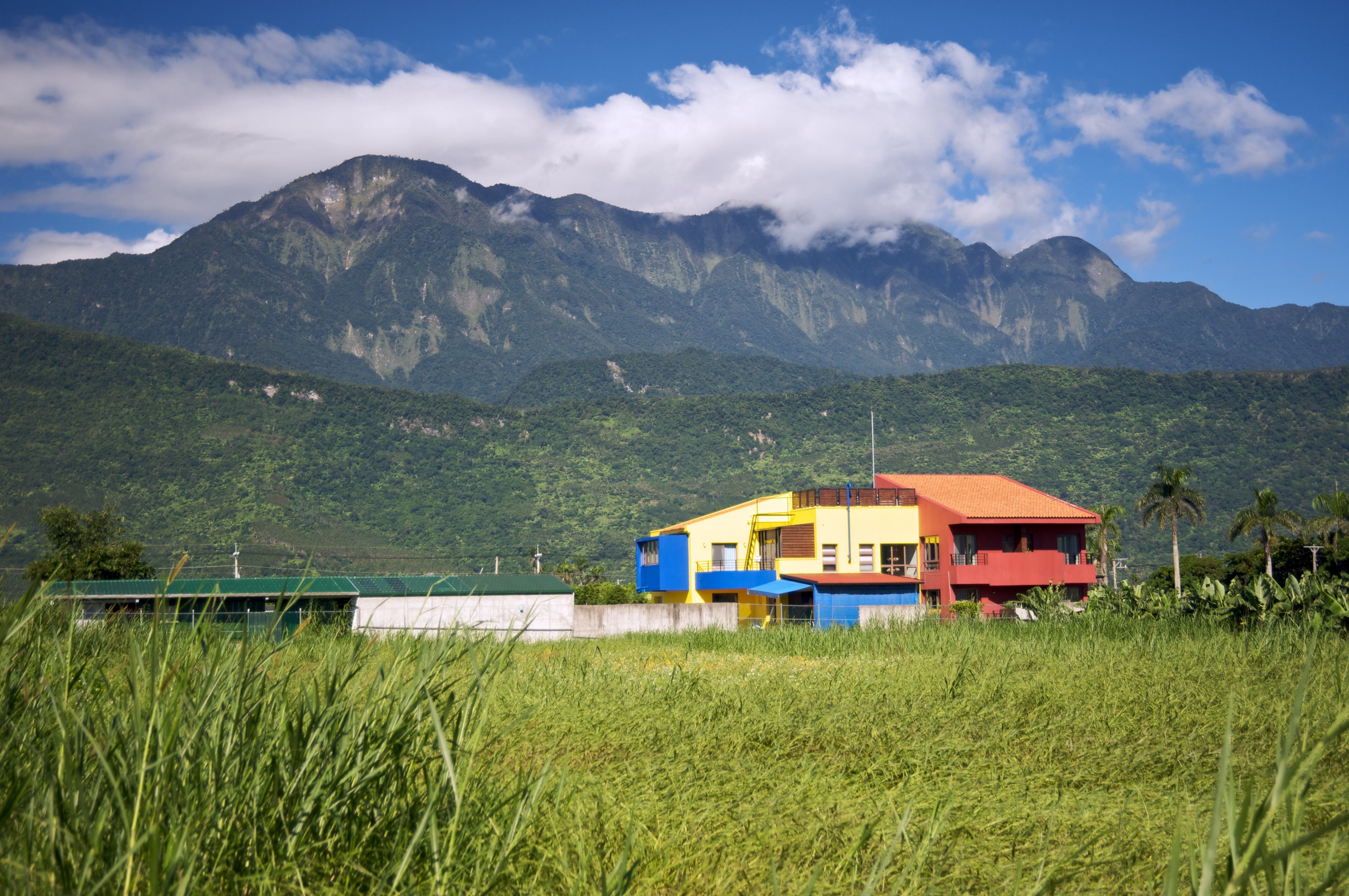
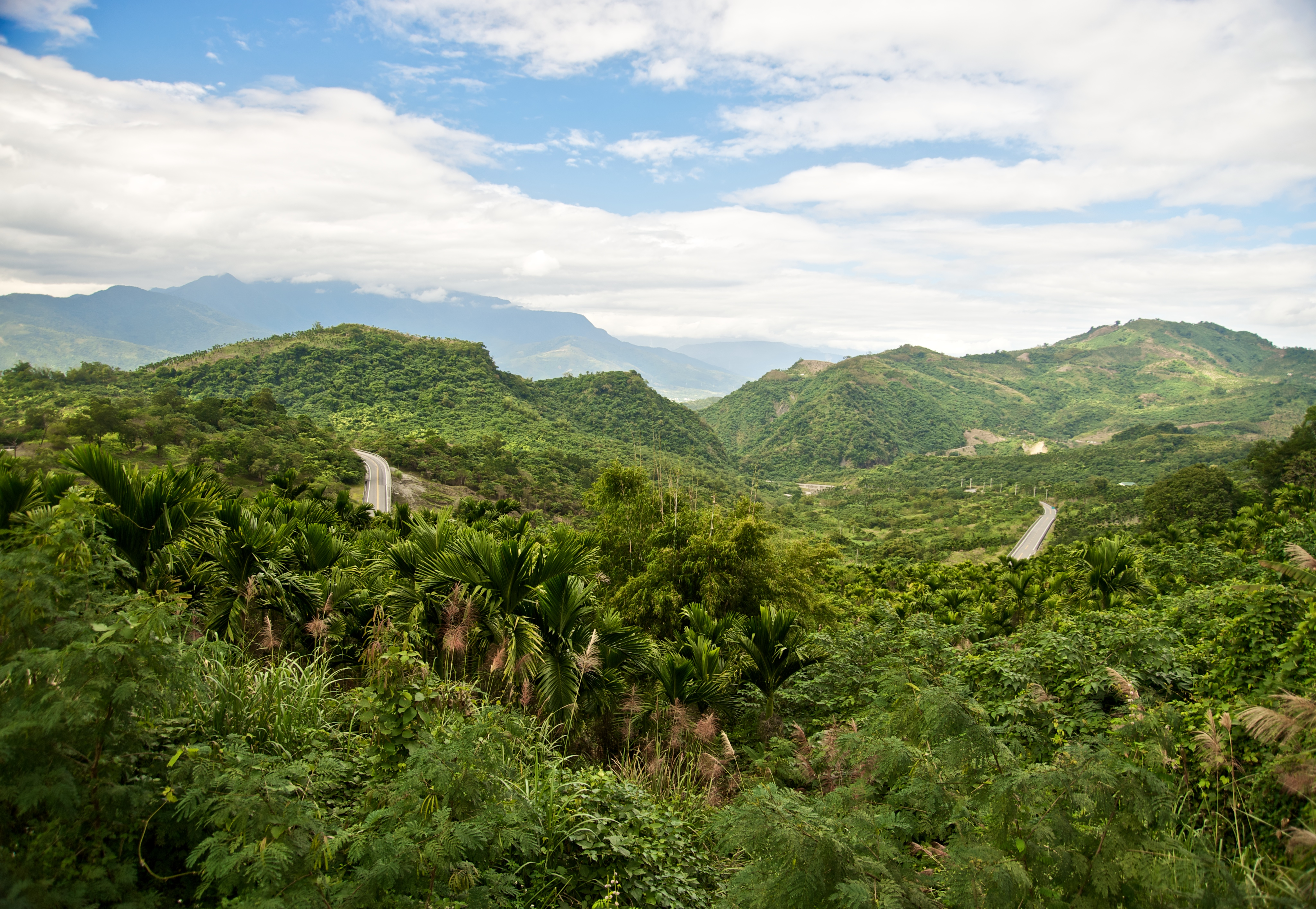
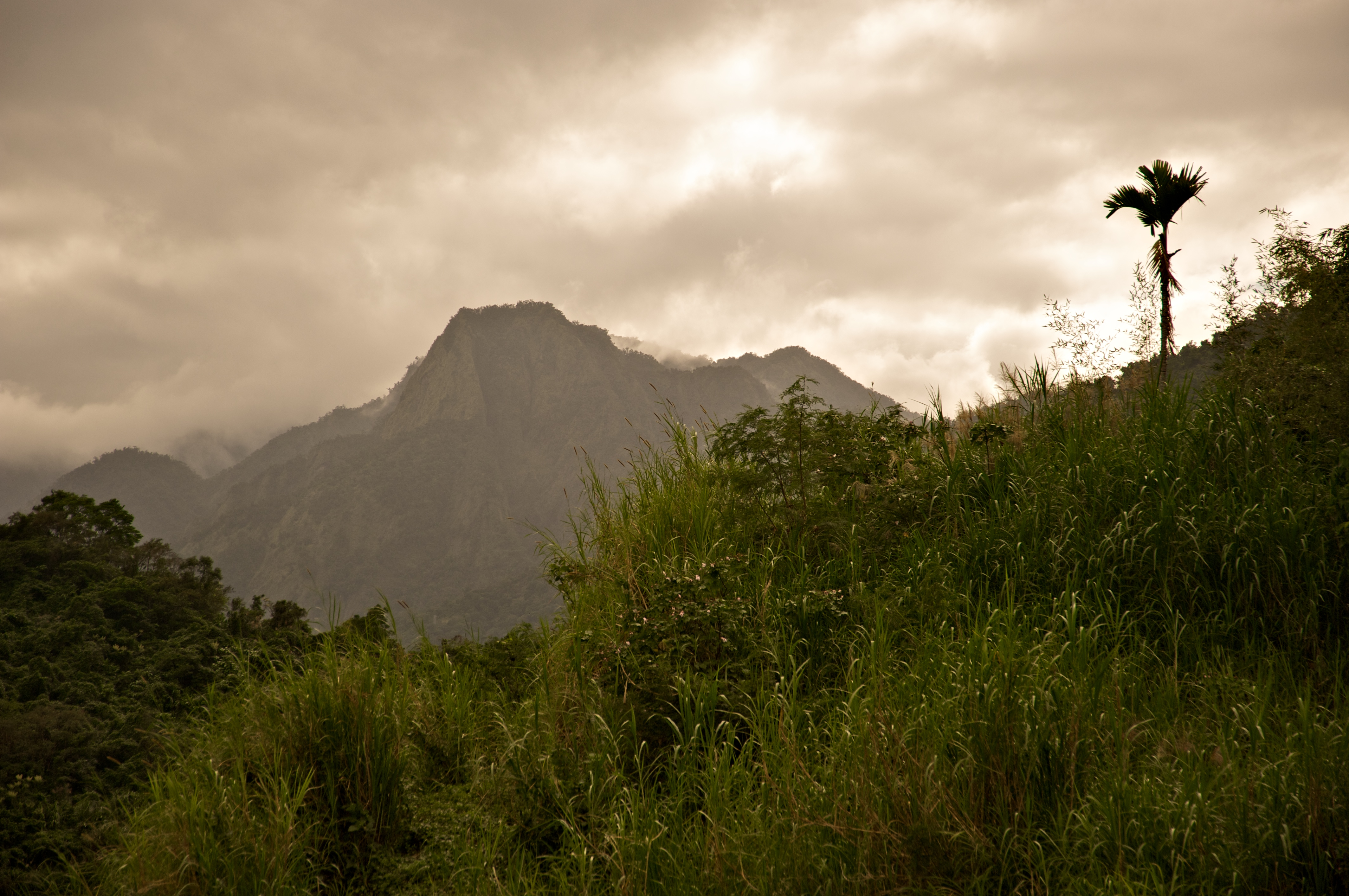

## 같이 보기
- 화롄현
- 타이둥현
- 수렴 경계